# Necterosoma susanna
Necterosoma susanna är en skalbaggsart som beskrevs av Peter Zwick 1979. Necterosoma susanna ingår i släktet Necterosoma och familjen dykare. Inga underarter finns listade i Catalogue of Life.